# Graptodytes aequalis
Graptodytes aequalis é uma espécie de insetos coleópteros pertencente à família Dytiscidae.
A autoridade científica da espécie é Zimmermann, tendo sido descrita no ano de 1918.
Trata-se de uma espécie presente no território português.